# Cristian Mejía (zapaśnik)
Cristian Eduardo Mejía Tapen (ur. 1999) – gwatemalski zapaśnik walczący w stylu klasycznym. Brązowy medalista mistrzostw panamerykańskich w 2022, a także mistrzostw panamerykańskich juniorów w 2019 roku.